# Ling rinpoche
De Khyabje Ling rinpoche is een invloedrijke tulkulinie in de gelugtraditie van het Tibetaans boeddhisme.

## Overzicht
| Nr | naam                           | leven     | Bijzonderheid                                           |
| -- | ------------------------------ | --------- | ------------------------------------------------------- |
| 1  | Döndrub Gyatso                 | 1655-1702 | 48e Ganden tripa en leraar van de zesde dalai lama      |
| 2  | Gendün Tenpey Gyaltsen         | 1728-1790 |                                                         |
| 3  | Lobsang Tenpey Gyaltsen        | 1791-1810 |                                                         |
| 4  | Ngawang Lungtog Yönten Gyatso  | 1811-1853 | 75e Ganden tripa en leraar van de elfde dalai lama      |
| 5  | Lobsang Lungtog Tenzin Trinley | 1856-1902 | Sharpa Choeje en leraar van de dertiende dalai lama     |
| 6  | Thubten Lungtog Tenzin Trinley | 1903-1983 | 97e Ganden tripa en leraar van de veertiende dalai lama |
| 7  | Tenzin Lungtog Trinley Chöpag  | 1985      |                                                         |